# Leki przeciwlękowe
Leki przeciwlękowe, leki anksjolityczne, anksjolityki (ATC N 05B) – grupa leków psychotropowych o zróżnicowanej budowie chemicznej, które przez działanie na przekaźnictwo impulsów nerwowych w ośrodkowym układzie nerwowym powodują działanie zmniejszające lęk, niepokój, napięcie emocjonalne i objawy somatyczne towarzyszące tym stanom. Większość leków z tej grupy dodatkowo ma też działanie uspokajające i nasenne.
Nazwa anksjolityków pochodzi od łacińskiego anxietas (lęk); inne, rzadziej stosowane, nazwy leków z tej grupy to leki ataraktyczne (ataractica) oraz (małe) trankwilizatory (tranquilisantia).
W mechanizmie działania leków przeciwlękowych istotną rolę odgrywa wpływ na przekaźnictwo GABA-ergiczne i serotoninergiczne w ośrodkowym układzie nerwowym.
Leki anksjolityczne możemy podzielić na:
- pochodne benzodiazepiny (np. alprazolam, lorazepam, klorazepan, bromazepam, diazepam)
- pochodne cyklopironolu(inne języki) (zopiklon) i imidazopirydyny(inne języki) (zolpidem)
- pochodne azaspirodekanedionu(inne języki) (buspiron)
- leki β-adrenolityczne (propranolol)
- pochodne difenylometanu(inne języki) (hydroksyzyna)
- pochodne dibenzodicyklooktadienu (benzoktamina(inne języki))
- pozostałe leki anksjolityczne (trymetozyna)
- analogi GABA (pregabalina).